# Veszprémvarsány
Veszprémvarsány – wieś i gmina w północno-zachodniej części Węgier, w pobliżu miasta Pannonhalma.
Miejscowość leży na obszarze Małej Niziny Węgierskiej. Administracyjnie należy do powiatu Pannonhalma, wchodzącego w skład komitatu Győr-Moson-Sopron.
Gmina Veszprémvarsány liczy 997 mieszkańców (2009) i zajmuje obszar 21,19 km².
W osadzie znajdują się dwa kościoły: katolicki i ewangelicki.